# Pete DePaolo
Peter »Pete« DePaolo (tudi De Paolo ali de Paolo), ameriški dirkač, * 15. april 1898, Roseland, New Jersey, ZDA, † 26. november 1980, ZDA.
DePaolo je v letih 1925 in 1927 osvojil naslov prvaka Ameriške avtomobilistične zveze (AAA). Sedemkrat je nastopil na dirki Indianapolis 500, v letih 1922, 1924, 1925, 1926, 1927, 1929 in 1930. Z zmago na dirki leta 1925 je dosegel uspeh kariere. V drugem delu svoje kariere je nastopal tudi v na evropskih dirkah za Veliko nagrado, v sezoni 1925 je bil na dirki za Veliko nagrado Italije v tovarniškem moštvu Alfa Corse z dirkalnikom Alfa Romeo P2 peti, nato pa ponovno v sezoni 1934, ko je z moštvom Ecurie Braillard podpisal celoletno pogodbo, toda že na prvi dirki za Veliko nagrado Penya Rhina se je poškodoval, ko se je izogibal skupini otrok. Poškodba je bila tako huda, da je moral končati kariero. Umrl je leta 1980.
Tudi njegov stric, Ralph DePalma, je bil dirkač in je prav tako dosegel eno zmago na dirki Indianapolis 500, leta 1915.